# Tell Me You Love Me World Tour
Tell Me You Love Me World Tour fue la sexta gira de conciertos de Demi Lovato, realizada con el fin de promocionar su sexto álbum de estudio, Tell Me You Love Me (2017). Contó con DJ Khaled, Iggy Azalea y Kehlani como invitados especiales en Norteamérica, y con Jax Jones y Joy en Europa. Comenzó en San Diego, California, el 26 de febrero de 2018, y culminó el 22 de julio de 2018 en Paso Robles, en el mismo estado. Estaba previsto para culminar en noviembre de dicho año en Fortaleza, Brasil, sin embargo, las fechas de ese período fueron canceladas tras una sobredosis que atravesó Lovato, y su rehabilitación.
En julio de 2018, Pollstar clasificó la gira en el puesto 37 en el medio año Top 100 Worldwide Tours 2018 con $61.4 millones recaudados y 439 339 de boletos vendidos en 42 shows.

## Antecedentes
El 26 de octubre de 2017, Lovato anunció por primera vez que iba a hacer una gira en 2018 con un invitado especial. Más tarde ese día, reveló que el invitado especial era DJ Khaled. Durante el backstage de los American Music Awards 2017, Lovato anunció que la cantante estadounidense de R&B Kehlani se uniría también a la gira como acto de apertura.
Lovato anunció en Good Morning America que su programa de salud mental donde es copropietaria, CAST Centers, volvería a unírsele en una gira para ofrecer sesiones gratuitas de terapia y talleres de bienestar a los asistentes de la gira. Esto ya fue un hecho en su gira Future Now Tour en 2016, pero de forma más simbólica y en menor promoción.
El 12 de febrero de 2018, Lovato anunció mediante sus redes sociales, las 16 fechas iniciales para la parte europea de la gira la cual comenzaría el 29 de mayo de 2018 en Amberes y finalizaría en Bolonia el 27 de junio de ese mismo año. Esta es la primera vez desde el debut musical de la celebridad en el 2008 que hace una gira larga por Europa. La última vez que ofreció un concierto en el Viejo Continente, fue en septiembre de 2015 como parte del festival NRJ Music Tour en Francia.
El 15 de febrero, Lovato anunció las 10 fechas correspondientes para la etapa latinoamericana del Tell Me You Love Me World Tour. Visitaría Brasil, Argentina, México, Chile entre otros países en los meses de abril y mayo de 2018. Semanas más tarde, más concretamente el 7 de marzo, Lovato anunció un concierto en el Centro de Convenciones Amador de Panamá.
Debido a la alta demanda y gran expectación por la gira de Lovato en los Países Bajos, el 13 de marzo se anunció una fecha adicional en el recinto AFAS Live ubicado en Ámsterdam. Ese mismo día, se anunciaron tres nuevos conciertos en Gran Bretaña en Belfast, Dublín y Newcastle siendo así en total 19 conciertos a ser celebrados en Europa.
El 10 de abril, la cantante anunció que las fechas a realizarse en Latinoamérica serían aplazadas a los meses de septiembre y noviembre por problemas de producción. El primer show sería el 20 de septiembre en la Ciudad de México. Las fechas de Ecuador, Costa Rica y Panamá fueron canceladas. Exactamente dos meses después, a menos de una hora de que comenzara su concierto en Londres, se informó que este sería pospuesto al 25 de junio debido a una enfermedad por la que Lovato estaba pasando. La cantante emitió un comunicado mediante sus redes sociales donde mostraba su tristeza por dicho hecho añadiendo también que «podría rasgarse sus cuerdas vocales durante el evento lo que supondría la cancelación de la gira en su totalidad». Dos días después se informó de que su concierto en Birmingham sería reprogramado al 29 de junio debido a la misma razón.

## Controversias

### Preventa en España
El día 15 de febrero, se pusieron a la venta las entradas para la etapa europea de la gira a modo de preventa. En España, la página web oficial de Ticketmaster, sufrió un error. Al parecer, las entradas que han salido en esta preventa del concierto de Madrid se agotaron en pocos minutos. El sistema, una vez agotadas, obligaba a refrescar la página web y los usuarios no se percataban de que abajo, en una letra bastante pequeñita, había cambiado la fecha y el lugar del concierto para el de Barcelona. Algunos fans de Lovato se dieron cuenta de este error y mostraron su descontento en las redes sociales. Ticketmaster y Live Nation emitieron un comunicado acerca de la incidencia. En él, aseguraron que se aseguraría la devolución o el cambio, de las entradas.

### Presentación en BBC Radio 1's Big Weekend
Tras la presentación de Lovato en Swansea, BBC Radio 1 ofreció disculpas por el contenido de los bailes hechos por Demi y sus bailarinas al promover las relaciones del mismo sexo; esto sucedió mientras la estrella presentaba Cool for the Summer (canción que narra la exploración lésbica de Demi) mientras bailaba provocativamente con una de bailarinas para posteriormente gritar al público la frase «love who you wanna love» (que traduce «amen a quien quieran amar»). La disculpa presentada por la cadena generó controversia ya que el público no se sintió ofendido por la presentación, llamando estas declaraciones como homofóbicas.

## Acto de apertura

#### Primera Etapa: Norteamérica
| Setlist: Kehlani |
| --- |
| 1. «Touch» 2. «Undercover» 3. «Get Like» 4. «You Should Be Here» 5. «Honey» 6. «Gangsta» 7. «Faking It» 8. «Distraction» 9. «CRZY» |

## Repertorio
| Setlist: Norte América |
| --- |
| 1. «You Don't Do It for Me Anymore» 2. «Daddy Issues» 3. «Cool for the Summer» 4. «Sexy Dirty Love» 5. «Heart Attack» 6. «Give Your Heart a Break» 7. «Confident» 8. «Games» 9. «Concentrate» 10. «Cry Baby» 11. «Lonely» 12. «No Promises» 13. «Échame la culpa» 14. «Yes» 15. «Warrior» 16. «Father» 17. «Smoke & Mirrors» 18. «Sorry Not Sorry» 19. «Tell Me You Love Me» |

| Setlist: Europa |
| --- |
| 1. «You Don't Do It for Me Anymore» 2. «Daddy Issues» 3. «Cool for the Summer» 4. «Sexy Dirty Love» 5. «Heart Attack» 6. «Give Your Heart a Break» 7. «Confident» 8. «Concentrate» 9. «Cry Baby» 10. «Lonely» 11. «No Promises» 12. «Solo» 13. «Échame la culpa» 14. «Fall in Line» 15. «Warrior» 16. «Father» 17. «Sorry Not Sorry» 18. «Tell Me You Love Me» |

| Setlist: BBC Radio 1's Big Weekend |
| --- |
| 1. «Instruction» Jax Jones con Demi Lovato 2. «Confident» 3. «Cool for the Summer» 4. «No Promises» 5. «Solo» 6. «Sorry Not Sorry» 7. «Tell Me You Love Me» 8. «Échame la culpa» Luis Fonsi con Demi Lovato |

| Setlist: Rock in Rio 2018 |
| --- |
| 1. «Confident» 2. «Heart Attack» 3. «Cool for the Summer» 4. «Sexy Dirty Love» 5. «Daddy Issues» 6. «Games» 7. «Concentrate» 8. Medley: «Catch Me»/«Don't Forget» 9. «Neon Lights» 10. «Give Your Heart a Break» 11. «Really Don't Care» 12. «Stone Cold» 13. «Skyscraper» 14. «No Promises» 15. «Échame la culpa» 16. «Solo» 17. «Tell Me You Love Me» 18. «Sorry Not Sorry» 19. «Sober»Debut en vivo |

## Fechas
| Día                   | Ciudad           | País           | Lugar                      | Acto de apertura  | Entradas vendidas       | Recaudación  |
| Norteamérica          | Norteamérica     | Norteamérica   | Norteamérica               | Norteamérica      | Norteamérica            | Norteamérica |
| --------------------- | ---------------- | -------------- | -------------------------- | ----------------- | ----------------------- | ------------ |
| 26 de febrero de 2018 | San Diego        | Estados Unidos | Viejas Arena               | DJ Khaled Kehlani | 10,967 / 10,967         | $812 007     |
| 28 de febrero de 2018 | San José         | Estados Unidos | SAP Center                 | DJ Khaled Kehlani | 16,743 / 16,743         | $2 497 760   |
| 2 de marzo de 2018    | Inglewood        | Estados Unidos | The Forum                  | DJ Khaled Kehlani | 14,436 / 14,436         | $1 224 291   |
| 3 de marzo de 2018    | Las Vegas        | Estados Unidos | MGM Grand Garden Arena     | DJ Khaled Kehlani | 11,675 / 11,675         | $920 336     |
| 4 de marzo de 2018    | Phoenix          | Estados Unidos | Talking Stick Resort Arena | DJ Khaled Kehlani | 16,529 / 16,529         | $2 381 124   |
| 7 de marzo de 2018    | Dallas           | Estados Unidos | American Airlines Center   | DJ Khaled Kehlani | 19,581 / 19,581         | $2 176 161   |
| 9 de marzo de 2018    | Rosemont         | Estados Unidos | Allstate Arena             | DJ Khaled Kehlani | 15,554 / 15,554         | $1 457 501   |
| 10 de marzo de 2018   | Mineápolis       | Estados Unidos | Target Center              | DJ Khaled Kehlani | 14,795 / 15,180         | $1 466 150   |
| 13 de marzo de 2018   | Detroit          | Estados Unidos | Little Caesars Arena       | Kehlani           | 16,541 / 16,541         | $1 989 170   |
| 14 de marzo de 2018   | Columbus         | Estados Unidos | Schottenstein Center       | DJ Khaled Kehlani | 18,615 / 18,615         | $2 252 625   |
| 16 de marzo de 2018   | Brooklyn         | Estados Unidos | Barclays Center            | DJ Khaled Kehlani | 15,249 / 15,249         | $1 577 852   |
| 17 de marzo de 2018   | Montreal         | Canadá         | Bell Centre                | DJ Khaled Kehlani | 19,244 / 19,700         | $2 059 329   |
| 19 de marzo de 2018   | Toronto          | Canadá         | Air Canada Centre          | DJ Khaled Kehlani | 18,361 / 18,361         | $2 365 240   |
| 23 de marzo de 2018   | Filadelfia       | Estados Unidos | Wells Fargo Center         | DJ Khaled Kehlani | 18,075 / 18,075         | $2 081 723   |
| 24 de marzo de 2018   | Washington D. C. | Estados Unidos | Capital One Arena          | DJ Khaled Kehlani | 16,141 / 16,141         | $2 228 860   |
| 26 de marzo de 2018   | Boston           | Estados Unidos | TD Garden                  | DJ Khaled Kehlani | 14,011 / 14,011         | $1 397 312   |
| 28 de marzo de 2018   | Nashville        | Estados Unidos | Bridgestone Arena          | DJ Khaled Kehlani | 16,452 / 16,452         | $2 049 797   |
| 30 de marzo de 2018   | Miami            | Estados Unidos | American Airlines Arena    | DJ Khaled Kehlani | 17,377 / 17,377         | $2 368 395   |
| 31 de marzo de 2018   | Tampa            | Estados Unidos | Amalie Arena               | DJ Khaled Kehlani | 16,863 / 16,863         | $2 129 217   |
| Europa                |                  | Estados Unidos |                            |                   |                         |              |
| 24 de mayo de 2018    | Belfast          | Irlanda        | SSE Arena                  | Joy               |                         |              |
| 25 de mayo de 2018    | Dublín           | Irlanda        | 3Arena                     | Joy               | 8,591 / 9,000           | $697 651     |
| 27 de mayo de 2018    | Swansea          | Reino Unido    | Singleton Park             |                   |                         |              |
| 28 de mayo de 2018    | Antwerp          | Bélgica        | Sportpaleis                | Joy               | 15,870 / 15,870         | $1 572 132   |
| 30 de mayo de 2018    | Copenhague       | Dinamarca      | Royal Arena                | Joy               | 12,462 / 12,462         | $1 341 819   |
| 1 de junio de 2018    | Oslo             | Noruega        | Oslo Spektrum              | Joy               | 8,191 / 8,191           | $734 768     |
| 2 de junio de 2018    | Estocolmo        | Suecia         | Ericsson Globe             | Joy               | 14,124 / 14,124         | $1 431 677   |
| 4 de junio de 2018    | París            | Francia        | AccorHotels Arena          | Joy               | 16,443 / 16,443         | $1 667 861   |
| 6 de junio de 2018    | Colonia          | Alemania       | Lanxess Arena              | Joy               | 14,270 / 14,270         | $1 246 915   |
| 7 de junio de 2018    | Zúrich           | Suiza          | Hallenstadion              | Joy               | 11,098 / 11,300         | $867 610     |
| 9 de junio de 2018    | Newmarket        | Reino Unido    | Newmarket Racecourse       |                   |                         |              |
| 13 de junio de 2018   | Glasgow          | Reino Unido    | SSE Hydro                  | Jax Jones Joy     | 12,323 / 12,552         | $1 230 470   |
| 15 de junio de 2018   | Newcastle        | Reino Unido    | Metro Radio Arena          | Jax Jones Joy     |                         |              |
| 16 de junio de 2018   | Mánchester       | Reino Unido    | Manchester Arena           | Jax Jones Joy     | 14,149/ 14,149          | $1 361 794   |
| 18 de junio de 2018   | Ámsterdam        | Países Bajos   | Ziggo Dome                 | Joy               | 14,461 / 14,461         | $1 561 940   |
| 19 de junio de 2018   | Ámsterdam        | Países Bajos   | Ziggo Dome                 | Joy               | 13,531 / 13,531         | $1 267 913   |
| 21 de junio de 2018   | Barcelona        | España         | Palau Sant Jordi           | Joy               | 14,761 / 14,761         | $1 338 746   |
| 22 de junio de 2018   | Madrid España    | España         | Palacio Vistalegre         | Joy               | 13,795 / 13,795         | $1 172 000   |
| 24 de junio de 2018   | Lisboa           | Portugal       | Parque da Bela Vista       |                   |                         |              |
| 25 de junio de 2018   | Londres          | Reino Unido    | The O2 Arena               | Jax Jones Joy     | 18,120 / 18,120         | $2 870 775   |
| 27 de junio de 2018   | Bolonia          | Italia         | Unipol Arena               | Joy               |                         |              |
| 29 de junio de 2018   | Birmingham       | Reino Unido    | Arena Birmingham           | Joy               | 8,763 / 8,763           | $794 136     |
| Norteamérica          |                  |                |                            |                   |                         |              |
| 19 de julio de 2018   | Seattle          | Estados Unidos | CenturyLink Field          | Festival          | Festival                | Festival     |
| 22 de julio de 2018   | Paso de Robles   | Estados Unidos | Paso Robles Event Center   | Iggy Azalea       | Festival                | Festival     |
| Total                 | Total            | Total          | Total                      | Total             | 496 402 / 496 745 (99%) | $65 000      |

### Conciertos cancelados o re-programados
| Fecha               | Ciudad           | País           | Lugar                         | Motivo |
| ------------------- | ---------------- | -------------- | ----------------------------- | --- |
| 15 de abril de 2018 | São Paulo        | Brasil         | Allianz Parque                | Reprogramado por problemas de producción. Posteriormente cancelado debido al ingreso de Lovato en un centro de rehabilitación. |
| 17 de abril de 2018 | Recife           | Brasil         | Classic Hall                  | Reprogramado por problemas de producción. Posteriormente cancelado debido al ingreso de Lovato en un centro de rehabilitación. |
| 19 de abril de 2018 | Fortaleza        | Brasil         | Centro de Eventos do Ceará    | Reprogramado por problemas de producción. Posteriormente cancelado debido al ingreso de Lovato en un centro de rehabilitación. |
| 21 de abril de 2018 | Río de Janeiro   | Brasil         | Jeunesse Arena                | Reprogramado por problemas de producción. Posteriormente cancelado debido al ingreso de Lovato en un centro de rehabilitación. |
| 24 de abril de 2018 | Buenos Aires     | Argentina      | DirecTV Arena                 | Reprogramado por problemas de producción. Posteriormente cancelado debido al ingreso de Lovato en un centro de rehabilitación. |
| 26 de abril de 2018 | Santiago         | Chile          | Movistar Arena                | Reprogramado por problemas de producción. Posteriormente cancelado debido al ingreso de Lovato en un centro de rehabilitación. |
| 28 de abril de 2018 | Quito            | Ecuador        | Coliseo General Rumiñahui     | Cancelado por problemas de producción.                                                                                         |
| 30 de abril de 2018 | Ciudad de Panamá | Panamá         | Centro de Convenciones Amador | Cancelado por problemas de producción.                                                                                         |
| 1 de mayo de 2018   | Alajuela         | Costa Rica     | Parque Viva                   | Cancelado por problemas de producción.                                                                                         |
| 4 de mayo de 2018   | Monterrey        | México         | Arena Monterrey               | Reprogramado por problemas de producción. Posteriormente cancelado debido al ingreso de Lovato en un centro de rehabilitación. |
| 6 de mayo de 2018   | Ciudad de México | México         | Arena Ciudad de México        | Reprogramado por problemas de producción. Posteriormente cancelado debido al ingreso de Lovato en un centro de rehabilitación. |
| 10 de junio de 2018 | Londres          | Reino Unido    | The O2 Arena                  | Reprogramado debido a enfermedad.                                                                                              |
| 12 de junio de 2018 | Birmingham       | Reino Unido    | Arena Birmingham              | Reprogramado debido a enfermedad.                                                                                              |
| 26 de julio de 2018 | Atlantic City    | Estados Unidos | Atlantic City Beach           | Cancelado debido a hospitalización de Lovato por sobredosis.                                                                   |
| 29 de julio de 2018 | Toronto          | Canadá         | RBC Echo Beach                | Cancelado debido a hospitalización de Lovato por sobredosis.                                                                   |